# ديميتري بوبوف
ديميتري بوبوف (بالروسية: Попов, Дмитрий Львович)‏ (مواليد 27 فبراير 1967) هو لاعب كرة قدم. يلعب مع منتخب روسيا لكرة القدم. سبق له أن لعب في كأس العالم لكرة القدم مع منتخب بلاده.

## روابط خارجية
- ديميتري بوبوف على موقع الاتحاد الدولي (مؤرشف)  (الإنجليزية)
- ديميتري بوبوف على موقع قاعدة بيانات كرة القدم.إي يو (الإنجليزية)
- ديميتري بوبوف على موقع ناشيونال فوتبول تيمز (الإنجليزية)